# Kaius Hedenström
Kaius Alexander Hedenström, född 29 juli 1943 i Helsingfors, död där 21 januari 2006, var en finländsk fotograf, son till Osvald Hedenström.
Hedenström var pressfotograf vid Hufvudstadsbladet-Pressfoto 1964–1967, vid Lehtikuva Oy 1967–1979 och därefter frilansare. Han medverkade i ett tiotal större bildverk, bland annat Mare Balticum som 1985 utsågs till årets vackraste finländska bok. Pamfletterna Skärgårdens sommarstugor – ett hot mot en unik miljö (1975) och Vår landsbygd i dag (1977) väckte livlig debatt. Som kritisk betraktare av den moderna finländska arkitekturens formspråk hade Hedenström stor opinionsbildande betydelse.
Hedenströms sambo var formgivare Maj Kuhlefelt från 1973 till 1990-talet.